# Cyclaulacidea sharkeyi
Cyclaulacidea sharkeyi är en stekelart som beskrevs av Leathers 2005. Cyclaulacidea sharkeyi ingår i släktet Cyclaulacidea och familjen bracksteklar. Inga underarter finns listade i Catalogue of Life.